# ニッポンChu!Chu!Chu!
『ニッポンChu!Chu!Chu!』（ニッポンチュ!チュ!チュ!）は、2016年9月21日にポニーキャニオンから発売されたベイビーレイズJAPANの2ndオリジナルアルバム。
ベイビーレイズJAPAN改名後は初めてのアルバムとなる。

## 概要
ファーストアルバム以降に発売された5枚のシングル曲に加えシングル未収録のBaby kissや新曲6曲を収録したセカンドアルバム。

## 収録曲
1. Ride On IDOROCK [4:26]
（作詞・作曲：前山田健一、編曲：みつる（キバオブアキバ））
2. 虎虎タイガー!! [3:45]
（作詞・作曲・編曲：玉屋2060%（Wienners））
3. 閃光Believer [3:43]
（作詞・作曲・編曲：堀江晶太）
4. シンデレラじゃいられない [4:03]
（作詞：遠藤美秋、zopp、作曲・編曲：堀江晶太）
BSジャパン（現：BSテレビ東京）女子ソフトボール中継テーマソング[4]
5. Pretty Little Baby [3:36]
（作詞・作曲：渡會将士（FoZZtone）、Bill Nauman、Don Stirling、編曲：渡會将士（FoZZtone））
6. 真夏のフィーバー! [3:20]
（作詞・作曲・編曲：LIFriends）
7. Baby Kiss [3:57]
（作詞・作曲・編曲：岡田ピロー）
8. 栄光サンライズ [3:48]
（作詞・作曲：玉屋2060％（Wienners）、編曲：堀江晶太）
9. 走れ、走れ [4:13]
（作詞・作曲・編曲：堀江晶太）
10. 少しだけ [4:02]
（作詞・作曲・編曲：秋野温（鶴））
11. 夜明けBrand New Days [4:26]
（作詞・作曲・編曲：堀江晶太）
12. ニッポンChu!Chu!Chu! [3:39]
（作詞・作曲・編曲：園田智也）

## 初回特典
初回限定盤A
- DVD
  1. MUSIC VIDEO
    1. 虎虎タイガー!! Dance Ver.
    2. 栄光サンライズ Dance Ver.
    3. Pretty Little Baby Dance Ver.
    4. 走れ、走れ Dance Ver.
    5. 閃光Believer Dance Ver.

  2. アバタがエクボ【LIVE映像】（ベイビーレイズ伝説の雷舞！-頑虎一徹-）
  3. スーパーノヴァ【LIVE映像】（ベイビーレイズ伝説の雷舞！-頑虎一徹-）
  4. 充電満タン～サタデーナイト【LIVE映像】（BABYRAIDS JAPAN SPRING TOUR 2015）
  5. ミチシルベ【LIVE映像】（BABYRAIDS JAPAN SPRING TOUR 2015）
  6. ベイビーレイズ【LIVE映像】（BABYRAIDS JAPAN SPRING TOUR 2015）
  7. EMOTIONAL IDOROCK FES.特別企画「バトル！ベイビーフェイスJAPAN」

初回限定盤B
- CD
  1. overture（ベイビーレイズJAPAN電撃の雷舞！2015）
  2. ベイビーレイズ（ベイビーレイズJAPAN電撃の雷舞！2015）
  3. ベイビーレボリューション（ベイビーレイズJAPAN SUMMER LIVE 2015）
  4. JUMP（ベイビーレイズJAPAN電撃の雷舞！2015）
  5. ベイビーアンビシャス！（ベイビーレイズJAPAN電撃の雷舞！2015）
  6. 暦の上ではディセンバー（ベイビーレイズJAPAN電撃の雷舞！2015）
  7. 恋はパニック（ベイビーレイズJAPAN電撃の雷舞！2015）
  8. ぶっちゃけRock'n はっちゃけRoll（ベイビーレイズJAPAN電撃の雷舞！2015）
  9. ベイビーステップ（ベイビーレイズJAPAN SUMMER LIVE 2015）
  10. 虎虎タイガー!! （ベイビーレイズJAPAN電撃の雷舞！2015）
  11. 栄光サンライズ（ベイビーレイズJAPAN SUMMER LIVE 2015）
  12. 夜明けBrand New Days（ベイビーレイズJAPAN電撃の雷舞！2015）
  13. Pretty Little Baby（ベイビーレイズJAPAN電撃の雷舞！2015）
  14. 走れ、走れ（ベイビーレイズJAPAN電撃の雷舞！2015）

各種共通の特典(初回特典)
- デジタルビンゴカード (入力期限：2016年10月5日(水))

## 転校少女*によるカバー
女性アイドルグループの転校少女*は、本アルバムの収録曲『シンデレラじゃいられない』をカバーしている。このカバー曲は2021年8月26日に先行配信された後、同年11月30日発売のミニアルバム『LOVE IDOL PROJECT』のラストナンバー（5曲目）として収録された。アレンジは村山☆潤と吹野クワガタが担当。
2022年1月16日にZepp Hanedaで行われた『転校少女* THE LAST LIVE ～With You～』では、この曲を含むミニアルバム収録曲をすべて披露。同コンサートをもって転校少女*は結成から7年2か月に及ぶ活動にピリオドを打った。